# نیوزن، تویاما
نیوزن، تویاما (به لاتین: Nyūzen, Toyama) یک منطقهٔ مسکونی در ژاپن است که در استان تویاما واقع شده‌است. نیوزن ۲۷٬۶۷۰ نفر جمعیت دارد.